# Gavin Hoyte
Gavin Andrew Hoyte (Waltham Forest, Londen, 6 juni 1990) is een Engelse voetballer die bij voorkeur als middenvelder speelt. Hoyte is de jongere broer van verdediger Justin Hoyte.
Hoyte speelde voor Arsenal onder 18 en het reserveteam van de club. Hij was in het seizoen 2006/07 aanvoerder van onder 18. Op 10 september 2007 tekende Hoyte zijn eerste profcontract, net na het wereldkampioenschap onder 17 jaar, waaraan hij meedeed. Vanaf het moment dat hij zijn contract had getekend, zat hij regelmatig op de bank bij het eerste elftal. In de vijfde ronde van de FA Cup tegen Blackburn Rovers gebeurde dit voor het eerst. Verder zat hij tijdens elke wedstrijd om de League Cup van dat seizoen op de bank, speelde hij geen minuut.
In de voorbereiding op het seizoen 2008/09 speelde hij wel mee in het eerste elftal van Arsenal. Hij werd ook aanvoerder van het tweede elftal. Op 23 september 2008 maakte hij zijn officiële debuut in het eerste elftal. In de League Cup wedstrijd tegen Sheffield United (6-0) speelde hij 90 minuten als rechtsback.
Hij tekende in augustus 2014 een contract voor vijf maanden bij Gillingham FC. Dat lijfde hem transfervrij in nadat Dagenham & Redbridge FC hem liet gaan. Hij maakte het seizoen 2014/15 af bij Gillinham. Sinds 2015 speelt hij voor Barnet FC.
Hoyte was Engels jeugdinternational en debuteerde in 2014 in het Voetbalelftal van Trinidad en Tobago.